# 黄伟益
黄伟益（1977年12月20日—），马来西亚政治人物，民主行动党党员，曾任马来西亚财政部协调官、槟城丹绒国会议员（2013年至2018年），以及槟城州议会光大州议员（2008年至2013年）。

## 政治生涯
2008年3月8日，黄伟益于马来西亚第12届全国大选中代表行动党出征槟州议会光大议席，击败国阵马华公会的原任州议员林锦顺，以63.99%的得票率当选。2013年5月5日黄伟益在马来西亚第13届全国大选中代表行动党出征马来西亚丹绒区国会议员，当上马来西亚丹绒区国会议员。